# ماساكي يوكوتاني
ماساكي يوكوتاني (باليابانية: 横谷 政樹) (10 مايو 1952 في كيوتو في اليابان – )؛ هو لاعب كرة قدم ياباني سابق كان يلعب كمدافع. سبق له أن لعب مع منتخب اليابان.

## وصلات خارجية
- ماساكي يوكوتاني على موقع قاعدة بيانات كرة القدم.إي يو (الإنجليزية)
- ماساكي يوكوتاني على موقع ناشيونال فوتبول تيمز (الإنجليزية)

- National Football Teams
- Japan National Football Team Database